# Topolánszky Ákos
Topolánszky Ákos (Budapest, 1960. július 18. –) magyar református lelkész, drogprevenciós szakember, helyettes államtitkár.

## Életpályája
1966–1974 között a Marczibányi téri általános Iskola diákja volt.
1974–1978 között a Toldy Ferenc Gimnáziumban tanult. 1978–1979 között a Magyar Képzőművészeti Alap Kiadó Vállalat fotóskísérője volt. 1979–1985 között a Debreceni Református Teológiai Akadémián tanult.
1984–1985 között a Magyarországi Református Egyház Rákospalota-Óvárosi Egyházközség segédlelkésze volt. 1985–1987 között a Zürichi Egyetemen posztgraduális ösztöndíjas volt. 1987–1988 között Felsőfokú Narkológiai tanfolyamot végzett. 1987–1998 között a Magyarországi Református Egyház Kallódó Ifjúságot Mentő Misszió vezetője volt. 1988–1992 között az Eötvös Loránd Tudományegyetem Szociológia Intézetében szociálpolitikai szakon tanult.
1992–1998 között a ráckeresztúri drogterápiás intézet vezetőjeként dolgozott. 1995–1999 között, valamint 2004-től a Magyar Drogterápiás Intézetek Szövetségének elnöke. 1999–2003 között az Ifjúsági és Sportminisztérium, majd a Gyermek, Ifjúsági és Sportminisztérium kábítószerügyi koordinációért felelős helyettes államtitkár; a kábítószer-fogyasztás megelőzésével foglalkozott.
2004-ig az Európai Protestáns Magyar Szabadegyetem Egyesületének elnöke volt. 2004-től a Viselkedéskutató kft. kutatója volt. 2005–2006 között a Nemzeti Drogmegelőzési Intézet megbízott igazgatója volt, 2006–2011 között igazgató-helyettese volt. 2007-től a Pécsi Tudományegyetem PhD. képzésén vett részt.
2011-től a Magyar ENSZ Társaság kábítószer-ellenes munkacsoportjának vezetője volt.

## Családja
Szülei Topolánszky Iván és Józsa Éva voltak. Felesége, Zsindely Katalin. Négy gyermeke van: Tamás (1987–), Anna Sára (1988–), Dániel (1993–) és Laura (1994–).

## Díjai
- Veér András-díj (2006)